# Doanh nghiệp tại Liên Xô
Doanh nghiệp tại Liên Xô là các thực thể pháp lý tham gia vào một số hoạt động kinh tế, bao gồm sản xuất, phân phối, dự phòng dịch vụ hay bất cứ sự nghiệp vận hành kinh tế nào khác. Khái niệm xí nghiệp nói chung là tương đương với thuật ngữ "công ty", vốn chỉ đến thực thể pháp lý chủ yếu nằm bên ngoài khối các nền kinh tế phía Đông. Các xí nghiệp và đơn vị sản xuất tham gia vào các hoạt động vốn được đảm nhiệm chung bởi các doanh nghiệp trong hệ thống tư bản chủ nghĩa, bao gồm việc thiết kế, sản xuất, chế tạo và phân phối từ nhà sản xuất cũng như các hàng hóa và dịch vụ tiêu dùng.
Một xí nghiệp thường bao gồm nhiều đơn vị sản xuất. Thậm chí từng tồn tại liên hiệp các đơn vị sản xuất tập thể được gọi là "tổ hợp sản xuất" và "tổ hợp nghiên cứu khoa học ứng dụng", được tổ chức xung quanh việc sản xuất và phân phối một lĩnh vực ngành nghề hoặc sản phẩm độc lập. Một ví dụ về liên hiệp sản xuất đó là Tổ hợp Sản xuất Máy bay Kazan.

## Các dạng xí nghiệp
Các doanh nghiệp được phân loại thành 3 nhóm chính, according to the major forms of property in the Liên Xô: 
- Dựa trên tài sản của công dân Liên Xô
  - Hộ kinh doanh cá thể
  - Doanh nghiệp hộ gia đình
- Dựa trên tài sản sở hữu tập thể
  - XN Hợp tác xã
  - Consumer cooperatives
  - Production cooperatives
  - Various incorporated businesses: partnerships, joint-stock companies, v.v...
  - Doanh nghiệp của các tổ chức công (общественные) hoặc tôn giáo (религиозные)
- Dựa trên tài sản nhà nước
  - Xí nghiệp nhà nước liên bang
  - Xí nghiệp nhà nước cộng hòa
  - Xí nghiệp nhà nước ở cấp xã

Ngoài ra còn có những hình thức khác như:
- Xí nghiệp hỗn hợp (смешанные предприятия)
- Xí nghiệp cho thuê (арендные предприятия)
- v.v...